# 西德尼·鮑威爾
西德尼·凱瑟琳·鮑威爾 （英語：Sidney Katherine Powell；1955年—）是美國律師和前州檢察官。
1978年從法學院畢業後，鮑威爾開始了職業生涯，當時是德克薩斯西區聯邦地區法院的助理檢察官。在她任職期間，她起訴了毒梟吉米·查格拉（Jamiel Chagra）。1988年，她離開檢察官職務，於1993年成立了自己的公司，曾在各種法律案件中擔任控方或辯方律師。她曾參與的著名案件包括安隆醜聞案和麥可·弗林將軍案件的辯護。
2020年，鮑威爾加入了唐納·川普總統的法律團隊，試圖挑戰喬·拜登在2020年總統大選中的勝利。在幾次採訪中，鮑威爾指控了更多的選舉欺詐陰謀論，特朗普的法律團隊正式與她保持距離，稱她「自己執業」，而不是團隊成員。鮑威爾繼續在地方法院獨立提起選舉訴訟，結果她在密西根州、喬治亞州、亞利桑那州和威斯康辛州輸了四次聯邦訴訟。
鮑威爾提出了許多陰謀論。她聲稱弗林將軍是被一個秘密的「深層政府」行動陷害的，並且還提倡了與QAnon陰謀論相關的個性和口號。關於2020年總統大選，鮑威爾聲稱，秘密的國際陰謀涉及共產黨人、「新世界秩序」、喬治·索羅斯、烏戈·查維茲、克林頓基金會、中央情報局以及數千名民主黨和共和黨官員，包括川普盟友和喬治亞州州長布萊恩·肯普，使用投票機將數百萬張選票從川普轉移到拜登。鮑威爾並指控其他共和黨和民主黨候選人利用Dominion公司行賄，以確保選舉結果對己方有利。
2021年1月8日，推特永久停用了鮑威爾的帳戶。
2023年，鮑威爾在喬治亞州選舉幹預案中承認多項輕罪，她在富爾頓縣高等法院被判處六年緩刑，支付 6,000 美元罰款，向佐治亞州務卿辦公室支付 2,700 美元，並在共同被告的審判中如實作證。

## 外部連結
- 官方网站
- 西德尼·鮑威爾的X（前Twitter） （被永久停用）
- C-SPAN內的頁面（英文）
- 西德尼·鮑威爾在互联网电影资料库（IMDb）上的資料（英文）